# Return to Castle Wolfenstein
Return to Castle Wolfenstein é um jogo de tiro em primeira pessoa desenvolvido pela Gray Matter Interactive (singleplayer), Nerve Software e Splash Damage (multiplayer), produzido pela id Software, e publicado pela Activision em 19 de novembro de 2001 para Microsoft Windows. Posteriormente, teve ports lançados para PlayStation 2, Xbox, Linux e Macintosh. O jogo serve como ambos remake e reboot da série Wolfenstein.

## História
O jogo se passa na Europa ocupada pelos nazistas, em 1943. O protagonista B.J. Blazkowicz, soldado do exército dos Estados Unidos, e outro agente (batizado "Agent One" no Xbox e Mac) foram enviados para investigar um projeto de Heinrich Himmler, a Divisão Paranormal da SS. Porém os dois são capturados e presos no castelo Wolfenstein (baseado no castelo real de Wewelsburg). Agent One é morto durante um interrogatório por um torturador, mas Blazkowicz consegue matar o soldado guardando sua cela e prepara sua fuga. Após fugir, o jogador deve continuar investigando a Divisão Paranormal, que envolve experimentos com biotecnologia, ressureição de cadáveres e armas secretas. Apenas as duas primeiras missões tem ligação direta com Wolf 3D (envolvendo a fuga do castelo e soldados zumbis).
Wolfenstein 3D fora banido na Alemanha, e para evitar o mesmo com Return to Castle Wolfenstein, a id fez adaptações ao lançar no país: não há citações explícitas ao Terceiro Reich, a suástica é substituída por duas águias formando um "W", e se combate uma facção chamada "Lobos", comandadas por Heinrich Höller.

## Desenvolvimento

### Portes
Em 2002, o jogo teve portes lançados para Linux e Macintosh. Em 2003, teve portes lançados para PlayStation 2 e Xbox, chamados de Operation Resurrection e Tides of War, respectivamente.

### Código fonte
O código fonte de Return to Castle Wolfenstein e Wolfenstein: Enemy Territory foram liberados sob a licença GNU em 12 de agosto de 2010.

## Filme
Em 2002, um filme de Return to Castle Wolfenstein foi anunciado, mas pouca informação foi disponibilizada após o anúncio. Em 2005, através de uma entrevista da IGN, foi discutido com membros da id Software que o filme ainda estava nos estágios iniciais. Em 3 de agosto de 2007, a Variety confirmou que o filme seria escrito e dirigido por Roger Avary e produzido por Samuel Hadida. O filme tem sido descrito como uma mistura de Bastardos Inglórios e Capitão América: O Primeiro Vingador.

## Recepção
Return to Castle Wolfenstein recebeu críticas favoráveis. Na Metacritic, obteve nota 88/100 baseado em 32 avaliações, e na GameRankings obteve 86.75% baseado em 50 avaliações. Tom Bramwell da Eurogamer o chamou de "uma digna adição aos jogos shoot 'em ups da id Software. O singleplayer está entre mediano e bom, é razoavelmente longo, mas o jogo realmente faz por merecer ao ser lançado junto com um multiplayer de primeira classe."

### Controvérsia
Em março de 2008, o Departamento de Estado dos Estados Unidos publicou um relatório para o Congresso, "Antissemitismo Global Contemporâneo", que descreveu Return to Castle Wolfenstein como "um jogo antissemita" sem qualificações. O relatório mencionou um artigo escrito no New York Times sobre a recente introdução de "protagonistas nazistas" no mercado de jogos online, referindo-se especificamente a Day of Defeat e Wolfenstein.
Todd Hollenshead, CEO da id Software na época do artigo original, afirmou: 
"A tendência que vocês estão vendo com os novos jogos é, até certo ponto, um reflexo do que está acontecendo com a cultura... Por exemplo, você tem agora jogos com terroristas e contra-terroristas. E jogos da Segunda Guerra Mundial como Return to Castle Wolfenstein e Day of Defeat refletem o que vemos em filmes populares ... Eu não duvido que haverá pessoas que irão distorcer a experiência multiplayer e dizer "Oh, eu não acredito que vocês fizeram isso." Há muitos críticos na indústria dos jogos, e eles buscam por coisas para criticar." — Todd Hollenshead 

### Prêmios
O jogo foi nomeado por Sherman Archibald, John Carmack, e Ryan Feltrin para a categoria "Excelência em Programação" no Game Developers Choice Awards de 2002.
PC Gamer US premiou o jogo como o "Melhor Jogo Multiplayer" em 2001. Os editores escreveram, "Nenhum outro FPS recompensa esse nível de teamplay, ou é, felizmente, tão livre de cheaters.